# 寶田 (選區)
寶田（英語：Po Tin，代號L25）是香港屯門區議會下轄的選區，2003年設立，2023年取消，末任區議員為新民黨黨員蘇嘉雯。

## 範圍
選區位於屯門西北，現時包括寶田邨及附近的多條鄉村，包括麒麟圍與小坑村等，另外亦包括屯門54區中的兩條公共屋邨（菁田邨及和田邨），及正興建當中的NOVO LAND。當中以寶田邨人口較多，故以此為名。與其相連的選區有屯門鄉郊、兆康 、欣田、建生、田景、良景、新景以及樂翠，並且與元朗村鄉以山脈相連，投票站設於保良局志豪小學。

## 沿革
由於寶田邨入伙後帶動人口增加，選舉管理委員會於2002年以寶田邨及紫田村等地設立寶田選區。2003年區議會選舉，民建聯派出陳秀雲出戰，同時有職工盟譚偉濤、民主黨李光大參選，但在組織票效應及寶田邨居民未完全登記為選民下，陳以507票當選，譚李二人分別得票不足二百三十，以大比數落敗。
2007年區議會選舉，民建聯陳秀雲爭取連任，與公民黨提名的李錦添及獨立候選人吳健威爭奪，最終陳以超過五成半得票當選。
2011年區議會選舉，議席由競逐連任的陳秀雲與另外三位參選人爭奪，包括有鄉事背景的蘇嘉雯。蘇嘉雯以宣傳品指責陳在屯門區議會的出席狀況不佳，而陳秀雲亦反擊指要「除三害」：包括「懶惰虎」，不勤力的候選人；「隱形虎」，長期「失蹤」的候選人；「暴力虎」，只懂以暴力手段抗爭的候選人。2011年11月2日陳秀雲的議員助理曾被五、六人包圍，並以粗言穢語辱罵及恐嚇，隨後到屯門警署報案。選舉當日時任民建聯主席譚耀宗為陳秀雲拉票，但被蘇嘉雯的助選團包圍，現場一度混亂，需由警方調停，結果陳秀雲在得票增長的情況下仍被蘇嘉雯以七百票的差距（1,270對1,971）擊敗。2013年蘇嘉雯加入新民黨，成為該黨第八名區議員。
2015年區議會選舉，蘇嘉雯擊敗報稱獨立民主派候選人的社民連成員綽號大陸朱的朱韶洪，並以八成半得票成功連任。2017年8月，蘇嘉雯跟隨田北辰退出新民黨，並與田北辰連同其餘五名新界西區議員，七人組成實政圓桌。
2019年區議會選舉，蘇嘉雯以58%得票率擊敗首次參選並獲得民主派區選聯盟認可的獨立民主派人士、綽號里奧的張贊華，再度成功連任。此外蘇氏是屯門區議會僅有三名勝選的建制派區議員，並且亦是當中勝幅最高的一位。期後蘇於2020年6月退出實政圓桌，使葵青區議會長康區議員徐曉杰成為實政圓桌在現屆區議會中唯一一位區議員。蘇氏於2022年9月重返新民黨。

## 歷屆議員
| 屆別           | 議員   | 政治聯繫 | 政治聯繫                   |
| -------------- | ------ | -------- | -------------------------- |
| 2004年－2007年 | 陳秀雲 |          | 民建聯                     |
| 2008年－2011年 | 陳秀雲 |          | 民建聯                     |
| 2012年－2015年 | 蘇嘉雯 |          | 無黨籍 → 新民黨            |
| 2016年－2019年 | 蘇嘉雯 |          | 新民黨 → 實政圓桌          |
| 2020年－2023年 | 蘇嘉雯 |          | 實政圓桌 → 無黨籍 → 新民黨 |

## 歷屆選舉結果
| 政党   | 政党     | 候选人            | 票数  | %     | ±      |
| ------ | -------- | ----------------- | ----- | ----- | ------ |
|        | 實政圓桌 | ①. 蘇嘉雯         | 2,562 | 57.61 | ▼28.51 |
|        | 獨立     | ②. 張贊華（里奧） | 1,885 | 42.39 | 不適用 |
| 多数票 | 多数票   | 多数票            | 677   | 15.22 | ▼57.22 |

| 政党   | 政党   | 候选人              | 票数  | %     | ±      |
| ------ | ------ | ------------------- | ----- | ----- | ------ |
|        | 新民黨 | ①. 蘇嘉雯           | 2,516 | 86.22 | 不適用 |
|        | 社民連 | ②. 朱韶洪（大陸朱） | 402   | 13.78 | 不適用 |
| 多数票 | 多数票 | 多数票              | 2,114 | 72.45 | ▲52.21 |

| 政党   | 政党   | 候选人    | 票数  | %     | ±      |
| ------ | ------ | --------- | ----- | ----- | ------ |
|        | 民建聯 | ①. 陳秀雲 | 1,270 | 36.61 | ▼20.81 |
|        | 獨立   | ②. 江雲菁 | 104   | 3.00  | 不適用 |
|        | 獨立   | ③. 蘇嘉雯 | 1,971 | 56.82 | 不適用 |
|        | 獨立   | ④. 鍾耀儀 | 124   | 3.57  | 不適用 |
| 多数票 | 多数票 | 多数票    | 701‬   | 20.21 | ▼12.39 |

| 政党   | 政党   | 候选人    | 票数  | %     | ±      |
| ------ | ------ | --------- | ----- | ----- | ------ |
|        | 民建聯 | ①. 陳秀雲 | 1,099 | 57.42 | 不適用 |
|        | 公民黨 | ②. 李錦添 | 340   | 17.76 | 不適用 |
|        | 獨立   | ③. 吳健威 | 475   | 24.82 | 不適用 |
| 多数票 | 多数票 | 多数票    | 624‬   | 32.60 | 不適用 |

| 政党   | 政党   | 候选人    | 票数 | %     | ±      |
| ------ | ------ | --------- | ---- | ----- | ------ |
|        | 民建聯 | ①. 陳秀雲 | 507  | 54.75 | 新選區 |
|        | 職工盟 | ②. 譚偉濤 | 228  | 24.62 | 新選區 |
|        | 民主黨 | ③. 李光大 | 191  | 20.63 | 新選區 |
| 多数票 | 多数票 | 多数票    | 279  | 30.13 | 新選區 |